# Gayla Trail
Gayla Trail (* 31. července 1973, St. Catharines, Ontario) je kanadská spisovatelka, zahradnice, návrhářka a fotografka. Je zakladatelkou webu You Grow Girl.

## Knihy
- You Grow Girl: The Ground Breaking Guide to Gardening (2005)[1]
- Grow Great Grub: Organic Food from Small Spaces (2010)[2]
- Easy Growing (2012)[3]
- Drinking the Summer Garden (2012)
- Grow Curious: Creative Activities to Cultivate Joy, Wonder, and Discovery in Your Garden (2017)